# The Magic Machines
The Magic Machines é um filme de drama em curta-metragem estadunidense de 1969 dirigido e escrito por . Venceu o Oscar de melhor curta-metragem em live action na edição de 1970.

## Elenco
- Robert Gilbert